# Década de 1760
Séculos: Século XVII - Século XVIII - Século XIX
Décadas: 1730 1740 1750 - 1760 - 1770 1780 1790
Anos: 1760 - 1761 - 1762 - 1763 - 1764 - 1765 - 1766 - 1767 - 1768 - 1769